# Edgar Franzmann

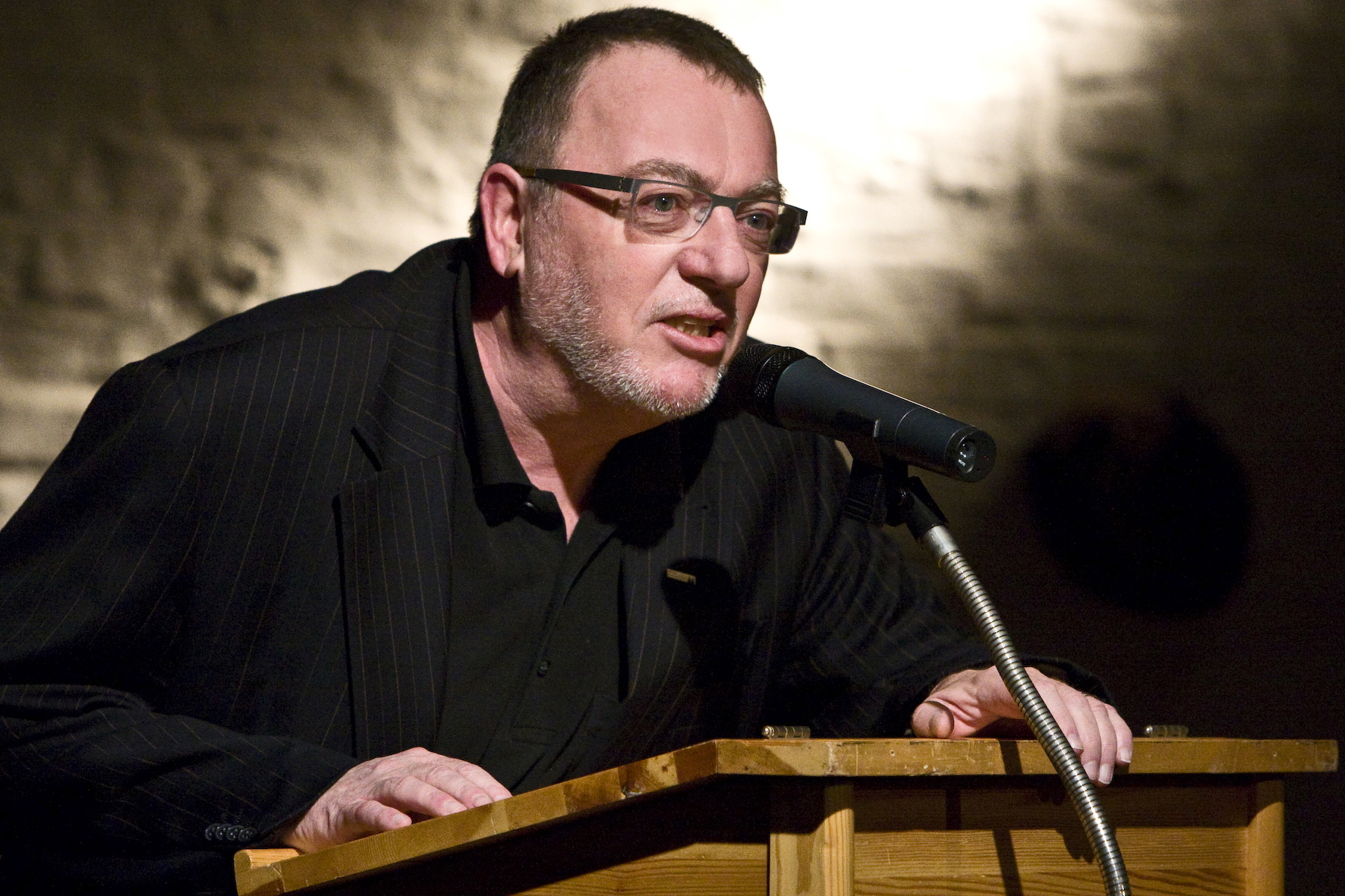
Edgar Franzmann 2012

Edgar Franzmann (* 1948 in Krefeld) ist ein deutscher Schriftsteller und Journalist.

## Leben
Nach dem Abitur in Krefeld-Uerdingen studierte Franzmann von 1967 bis 1973 an der Universität zu Köln die Fächer Germanistik, Philosophie und Soziologie. Kurz nach dem Abitur begann er 1968 seine journalistische Tätigkeit – zunächst als freier Mitarbeiter der NRZ und des Kölner Express, wo er 1971 seinen ersten Redakteursvertrag erhielt und in den Ressorts Lokales und Sport arbeitete.
Mitte 1973 wurde Franzmann Redakteur des Sonntag-Express, dessen Redaktionsleitung er Ende der 1970er Jahre übernahm. Von 1989 bis 1995 war er dort Ressortleiter Kultur. 1996 wechselte er zu DuMont Neue Medien und wurde Gründer und Redaktionsleiter der Online-Ausgaben von Express, Kölner Stadt-Anzeiger und Kölnische Rundschau.
Von Beginn des Jahres 2000 bis zum Erreichen der Altersgrenze Ende November 2013 war Franzmann Chefredakteur des Internetportals koeln.de, das von NetCologne im Auftrag der Stadt Köln herausgegeben wird.
Nach einigen Erfahrungen als Sachbuchautor begann Franzmann im Jahr 2005 mit dem Schreiben von Belletristik. 2009 erschien sein erster Kriminalroman Millionenallee als Köln Krimi. Vier weitere Kriminalromane schlossen sich an: Der Richter-Code, Adenauers Auge, Mord mit Rheinblick und 68. Franzmanns Romane spielen im journalistischen Milieu. Sein Held Georg Rubin ist Chefreporter der fiktiven Boulevardzeitung „Blitz“. Neubearbeitungen seiner Krimis erschienen 2023 und 2024 als E-Books im dotbooks-Verlag.
Von April 2012 bis Mai 2014 war Franzmann geschäftsführender Sprecher des Syndikats der deutschsprachigen Krimiautoren. Er ist Mitbegründer des Kölner Krimifestivals Crime Cologne.
Während einer schweren Krebserkrankung zwischen 2018 und 2021, die auch zu einer Stammzellentransplantation führte, verfasste er ein „Krebstagebuch“ unter dem Titel Storys aus dem 15. Stock, das er bei verschiedenen Gelegenheiten öffentlich vorlas. Im September 2023 veröffentlichte er mit "PowerBlood" seinen ersten Start-up- und Medizin-Thriller, in dem er auch seine Leukämie-Erfahrung verarbeitet. Im Juli 2025 veröffentlichte er mit "NEUROPA 77" seinen ersten dystopischen Roman – in einer deutschen und einer englischen Version.  
Franzmann ist verheiratet und Vater zweier Söhne darunter Simon T. Franzmann, Direktor des Göttinger Instituts für Demokratieforschung. Er lebt in Köln.

## Werke

### Dystopische Romane
- NEUROPA 77 – Die Alten sind an allem schuld. amazon KDP, Köln 2025, Taschenbuch, ISBN 979-8-2823-4374-8.
  - Hardcover, ISBN 979-8-28235953-4 (auch als E-Book bei Amazon erhältlich).
- NEUROPA 77 – The Year the Old Were Marked. (engl.), amazon KDP, Köln 2025, Paperback, ISBN 979-8-2823-4374-8.
  - Hardcover, ISBN 979-8-28234374-8 (auch als E-Book bei Amazon erhältlich).

### Kriminalromane
- Millionenallee. Emons-Verlag, Köln 2009, ISBN 978-3-89705-631-2.
  - Millionenallee. Neubearbeitung. dotbooks Verlag, München 2023, ISBN 978-3-98690-705-1 (E-Book).
- Der Richter-Code. Emons-Verlag, Köln 2011, ISBN 978-3-89705-830-9.
  - Der Richter-Code. Neubearbeitung. dotbooks Verlag, München 2024, ISBN 978-3-98952-043-1 (E-Book).
- Adenauers Auge. Emons-Verlag, Köln 2012, ISBN 978-3-95451-030-6.
  - Adenauers Auge. Neubearbeitung. dotbooks Verlag, München 2024, ISBN 978-3-98952-072-1 (E-Book).
- Mord mit Rheinblick. Emons-Verlag, Köln 2014, ISBN 978-3-95451-372-7.
  - Die französische Agentin. Neubearbeitung von Mord mit Rheinblick. dotbooks Verlag, München 2024, ISBN 978-3-98952-073-8 (E-Book).
- 68. Emons-Verlag, Köln 2016, ISBN 978-3-95451-816-6.
  - Das Molotow-Komplott. Neubearbeitung von 68. dotbooks Verlag, München 2024, ISBN 978-3-98952-079-0 (E-Book).

### Thriller
- Powerblood. epubli, Berlin, 2023, ISBN 978-3-75840-518-1 (auch als E-Book erhältlich)

### Kriminalkurzgeschichten
- Sheriff Driessen reitet ein. In: Leichenblass am Niederrhein. Grafit, Dortmund 2011, ISBN 978-3-89425-383-7.
- Sheriff Driessen in der Hundefalle. In: Mörderisches vom Rothaarsteig. Grafit, Dortmund 2012, ISBN 978-3-89425-400-1.
- Sheriff Driessen schwer in Fahrt. In: Muscheln, Möwen, Morde. KBV, Hillesheim 2012, ISBN 978-3-942446-62-4.
- Großer Bahnhof für Sheriff Driessen. In: Zügig ins Jenseits. Mörderische Geschichten für Bahnfahrer. Grafit, Dortmund 2013, ISBN 978-3-89425-415-5.
- Leipziger Roulette. In: Stammtischmorde II: 12 Leipziger packen aus. fhl, Leipzig 2013, ISBN 978-3-942829-34-2.

### Sachbücher
- Die richtige Content-Strategie. In: Erfolg im neuen Markt. ZV Zeitungs-Verlag, Berlin 2001, ISBN 3-929122-71-5.
- Weblogs, Podcasts & Co. Landesanstalt für Medien NRW, Düsseldorf 2006, DNB 982891547.